# Бегичев, Дмитрий Матвеевич
Дмитрий Матвеевич Бегичев (1768—1836) — генерал-майор русской императорской армии, масон. Сын М. С. Бегичева, брат И. М. Бегичева.

## Биография
Родился  в 1768 году в семье М. С. Бегичева. С 1782 года жил в Киеве, где его именем была названа Бегичевская улица. 
В службе состоял с 1792 года. 27 июня 1794 года был награждён орденом Св. Владимира 4-й степени. В 1795—1796 годах — капитан Артиллерийского корпуса, служил в Каменец-Подольской крепости. С 7 июня 1800 года генерал-майор.
С 20 апреля 1800 командир 4-го артиллерийского полка. С 3 июня 1800 до 27 августа 1801 года — шеф 7-го артиллерийского полка. С 18 июня 1803 до 16 февраля 1804 командир 5-го артиллерийского полка. В 1803—1804 служил при артиллерийских батальонах. Затем вышел в отставку в чине генерал-майора артиллерии.
Будучи масоном, участвовал в собраниях членов киевской ложи «Соединённых славян». Был близок декабристам, для которых заседания ложи предназначались, «чтобы постепенно приучить» членов будущих тайных обществ к «звучанию слов: „свобода“, „братство“». Эта ложа впоследствии стала основой так называемого Киевского тайного общества. Центром встреч членов данной группы являлись не собственно собрания ложи (хотя они были с ней связаны и пользовались упоминанием о ней в качестве «защитной формы»), а дом генерала Н. Н. Раевского и имение Д. М. Бегичева «Кинь-Грусть» в предместье Куренёвке (продан после его кончины, в 1838 году). Декабристы и близкие им лица продолжали так называемые «магнетические» сеансы и после запрета масонства в России в 1822 году.
В 1834 году пожертвовал близлежащие земли и строения университету Св. Владимира. Университет разместил здесь часть своей библиотеки и некоторые научные коллекции, но руководство города попросило передать усадьбу под строительство Института благородных девиц.
Умер в Киеве 12 (24) марта 1836 года.